# Горшечное (станция)
Горшечное — железнодорожная станция двухпутной электрифицированной линии Елец — Валуйки (часть магистрали «Москва — Донбасс»), соединена с остановочным пунктом 586 км в южном направлении и остановочным пунктом 571 км в северном направлении этой же линии, расположена в пгт Горшечное Горшеченского района Курской области. Станция относится к Белгородскому региону Юго-Восточной железной дороги.

## Пригородное сообщение
Пригородное сообщение осуществляется по направлениям:
Касторная — Старый Оскол

## Грузовая работа
Станция открыта для грузовой работы.